# Olena Kostevych
Olena Dmytrivna Kostevych (Олена Дмитрівна Костевич; Khabarovsk, 14 de abril de 1985) é uma atiradora esportiva ucraniana, campeã olímpica.

## Carreira
Como representante da Ucrânia, aos dezessete anos, Kostevych consagrou-se campeã nos Jogos Olímpicos de Verão de 2004 em Atenas na prova de pistola de 10 m; na edição de 2012 conseguiu duas medalhas de bronze e na edição de 2020 uma medalha ao lado de Oleh Omelchuk.